# 1994–1995-ös magyar jégkorongbajnokság
Az 58. első osztályú jégkorong bajnokságban hat csapat indult el. A mérkőzéseket 1994. október 1. és 1995. április 30. között rendezték meg.

## Alapszakasz végeredménye
|    | Csapat             | M  | GY | D | V  | GK     | Pont |
| -- | ------------------ | -- | -- | - | -- | ------ | ---- |
| 1. | Ferencváros        | 20 | 13 | 3 | 4  | 131-74 | 29   |
| 2. | Alba Volán         | 20 | 13 | 1 | 6  | 117-74 | 27   |
| 3. | Lehel HC           | 20 | 12 | 2 | 6  | 102-71 | 26   |
| 4. | Dunaferr           | 20 | 10 | 4 | 6  | 114-62 | 24   |
| 5. | Újpest             | 20 | 6  | 2 | 12 | 102-98 | 14   |
| 6. | MAC-Népstadion SZE | 20 | 0  | 0 | 20 | 54-241 | 0    |

## Helyosztók
Döntő: Ferencváros - Alba Volán 2-1 (2-4, 3-2, 4-2)
Harmadik helyért: Dunaferr - Lehel HC 2-0 (4-3, 5-2)

## Bajnokság végeredménye
1. Ferencvárosi TC

2. Alba Volán-FeVita

3. Dunaferr SE

4. Jászberényi Lehel HC

5. Újpesti TE

6. MAC-Népstadion SZE

## A Ferencváros bajnokcsapata
Bognár Nándor, Dragomir György, Fekti István, Vlagyimir Fjodorov, Hegyi Zoltán, Horváth Csaba, Hudák Gábor, Juhász Zsolt, Kaszala János, Keszthelyi László, Kiss Tibor, Mészáros Miklós, Miletics Csaba, Molnár Dávid, Molnár János, Szergej Oreskin, Paraizs Ernő, Salamon Jenő, Sándor Szabolcs, Sándor Szilárd, Simon József, Szajlai László, Terjék István, Dmitrij Tyeplakov, Igor Zelencsev
Vezetőedző: Arkagyij Andrejev

## A bajnokság különdíjasai
- A legjobb kapus: Bán Károly (UTE)
- A legjobb hátvéd: Szélig Viktor (Dunaferr)
- A legjobb csatár: Dobos Tamás (FTC)
- A legjobb U18 játékos (Leveles Kupa): Hoffman Attila (FTC)
- A legjobb újonc játékos (Kósa Kupa): Tokaji Viktor (Dunaferr)
- A legtechnikásabb játékos (Miklós Kupa): Ancsin János (UTE)
- A legjobb külföldi játékos: Szergej Oreshkin (FTC)

## Külső hivatkozások
- a Magyar Jégkorong Szövetség hivatalos honlapja